# Joseph Clavel
Pour les articles homonymes, voir Clavel.
Joseph Clavel (né à Nantes, le 20 décembre 1800 - mort à Sillé-le-Guillaume, le 31 août 1852) est un violoniste français du XIXe siècle, professeur au conservatoire de Paris.

## Biographie
D'abord destiné au barreau comme son père Joseph, avocat d'Angers, une blessure qu'il reçut tout enfant d'un taureau furieux le fit se vouer à la musique : il faut dire que son père s'était fait connaître d'abord comme acteur sous le nom du Beau Gabriel. Sa famille est originaire de Lyon, son grand-père y était marchand épicier.
Joseph Clavel fut élève dans la classe de Rodolphe Kreutzer en 1813 et obtint son premier prix de violon en 1818 avec le Concerto en Ré mineur de Viotti. Il partagea ce 1er prix avec Louis Baumann (1789 - 1861) élève de Pierre Baillot.
Il commença sa carrière de professeur de violon au conservatoire de musique de Paris en tant qu'adjoint de Rodolphe Kreutzer de 1819 à 1833 puis eut sa propre classe de violon de 1837 à 1846. Parmi ses élèves, on notera Jules Garcin.
Après avoir été pendant plus de dix ans un des premiers violons du Théâtre-Italien, il est entré à l'orchestre de l'opéra en 1830, il fut admis comme sociétaire à l'Orchestre de la Société des concerts du Conservatoire à sa fondation le 4 mars 1828 où il sera chef des seconds violons.
Il eut entre autres comme élèves Achille Dien.

## Environnement familial[4]
Joseph Clavel eut une sœur ayant étudié l'harmonie au conservatoire de musique de Paris (1er prix de solfège en 1823 et 2e prix d'harmonie en 1829) : elle fut répétitrice de solfège mais décéda en 1830.
Leur frère Félix, après avoir été professeur de lettres à Paris devint Avocat.
En 1831, Joseph épousa à Angers Elisabeth Julie Prieur-Duperray, dont le père et un des frères (tous deux nommés Théophile) étaient respectivement avocat à Angers et juge au tribunal civil de Baugé (Maine-et-Loire). Tous issus d'une famille de géomètres des eaux et forêts du roy dans la région de Saumur.
Gabriel Prieur-Duperray (1814 - 1881), un second frère était lui musicien et compositeur.

## Compositions en musique de chambre
- 3 sonates pour violon avec accompagnement de basse dédiées à Monsieur Cherubini (Opéra 3)
- 1 œuvre de Quatuors à cordes (Opéra 6 en Ré mineur / No 2 en Do Majeur)
- 3 œuvres de duos pour 2 violons
- airs divers
- Quelques Romances